# Internationale Gartenschau
Una internationale Gartenschau (abreviado IGS y traducido exposición internacional de jardinería)  es una exposición internacional en Alemania con los temas jardinería, horticultura, arquitectura del paisaje, mejora vegetal, utensilios y muebles de jardinería. La IGS de 2013 tiene lugar en Hamburgo. En alemán las palabras Schau y Ausstellung significan lo mismo. Por lo tanto, se puede decir también internationale Gartenausstellung (abreviado IGA). La próxima IGA tendrá lugar en 2017 en Berlín.

## Exhibiciones internacionales hasta ahora
- Hamburgo 1953[3]
- Hamburgo 1963[4]
- Hamburgo 1973[5]
- Múnich 1983[6]
- Stuttgart 1993[7]
- Rostock 2003[8]
- Hamburgo 2013[9]

## Enlaces
- Sitio web de la IGS 2013 en Hamburgo (en inglés)
- Sitio web de la IGA Berlin 2017